# Euploea binghami
Euploea binghami är en fjärilsart som beskrevs av Moore 1883. Euploea binghami ingår i släktet Euploea och familjen praktfjärilar. Inga underarter finns listade i Catalogue of Life.